# Ginnastica ai Giochi della XIX Olimpiade - Sbarra
La competizione della Sbarra di Ginnastica artistica dei Giochi della XIX Olimpiade si è svolta dal 22 al 26 ottobre 1968 all'Auditorio Nacional di Città del Messico.

## Programma
| Data            | Round          | Note                     |
| --------------- | -------------- | ------------------------ |
| 22 ottobre 1968 | Qualificazioni | Esercizi obbligatori     |
| 24 ottobre 1968 | Qualificazioni | Esercizi liberi          |
| 26 ottobre 1968 | Finale         | Partecipano i migliori 6 |

## Risultati

### Qualificazioni
| Pos. | Atleta                | Nazione          | Obbligatori | Liberi | Totale | Nota |
| ---- | --------------------- | ---------------- | ----------- | ------ | ------ | ---- |
| 1    | Michail Voronin       | Unione Sovietica | 9,700       | 9,800  | 19,500 | Q    |
| 1    | Akinori Nakayama      | Giappone         | 9,700       | 9,800  | 19,500 | Q    |
| 3    | Klaus Köste           | Germania Est     | 9,750       | 9,700  | 19,450 | Q    |
| 3    | Sawao Katō            | Giappone         | 9,600       | 9,850  | 19,450 | Q    |
| 5    | Eizō Kenmotsu         | Giappone         | 9,550       | 9,800  | 19,350 | Q    |
| 6    | Sergej Diomidov       | Unione Sovietica | 9,600       | 9,700  | 19,300 | Q    |
| 7    | Yukio Endō            | Giappone         | 9,550       | 9,700  | 19,250 | q    |
| 8    | Wilhelm Kubica        | Polonia          | 9,500       | 9,700  | 19,200 |      |
| 8    | Valery Ilyinykh       | Unione Sovietica | 9,500       | 9,700  | 19,200 |      |
| 10   | Matthias Brehme       | Germania Est     | 9,550       | 9,600  | 19,150 |      |
| 11   | Takeshi Kato          | Giappone         | 9,550       | 9,550  | 19,100 |      |
| 11   | Siegfried Fülle       | Germania Est     | 9,550       | 9,550  | 19,100 |      |
| 11   | Viktor Klimenko       | Unione Sovietica | 9,500       | 9,600  | 19,100 |      |
| 11   | Mitsuo Tsukahara      | Giappone         | 9,500       | 9,600  | 19,100 |      |
| 15   | Václav Skoumal        | Cecoslovacchia   | 9,450       | 9,550  | 19,000 |      |
| 15   | Christian Guiffroy    | Francia          | 9,500       | 9,500  | 19,000 |      |
| 17   | Mauno Nissinen        | Finlandia        | 9,450       | 9,500  | 18,950 |      |
| 17   | Janez Brodnik         | Jugoslavia       | 9,450       | 9,500  | 18,950 |      |
| 19   | Miroslav Cerar        | Jugoslavia       | 9,550       | 9,350  | 18,900 |      |
| 19   | Erich Hess            | Germania Ovest   | 9,550       | 9,350  | 18,900 |      |
| 19   | Christer Jönsson      | Svezia           | 9,500       | 9,400  | 18,900 |      |
| 19   | Raycho Khristov       | Bulgaria         | 9,500       | 9,400  | 18,900 |      |
| 23   | Hans Ettlin           | Svizzera         | 9,400       | 9,450  | 18,850 |      |
| 23   | Gerhard Dietrich      | Germania Est     | 9,300       | 9,550  | 18,850 |      |
| 25   | Peter Weber           | Germania Est     | 9,400       | 9,400  | 18,800 |      |
| 25   | Viktor Lisitsky       | Unione Sovietica | 9,350       | 9,450  | 18,800 |      |
| 25   | Konrád Mentsik        | Ungheria         | 9,300       | 9,500  | 18,800 |      |
| 25   | Mikołaj Kubica        | Polonia          | 9,200       | 9,600  | 18,800 |      |
| 29   | Meinrad Berchtold     | Svizzera         | 9,400       | 9,350  | 18,750 |      |
| 29   | Luigi Cimnaghi        | Italia           | 9,350       | 9,400  | 18,750 |      |
| 29   | Willi Jaschek         | Germania Ovest   | 9,300       | 9,450  | 18,750 |      |
| 32   | Valerij Karasëv       | Unione Sovietica | 9,400       | 9,300  | 18,700 |      |
| 33   | Georgi Adamov         | Bulgaria         | 9,500       | 9,150  | 18,650 |      |
| 33   | Günter Beier          | Germania Est     | 9,400       | 9,250  | 18,650 |      |
| 33   | František Bočko       | Cecoslovacchia   | 9,250       | 9,400  | 18,650 |      |
| 33   | Kim Chung-Tae         | Corea del Sud    | 9,200       | 9,450  | 18,650 |      |
| 33   | Heiko Reinemer        | Germania Ovest   | 9,200       | 9,450  | 18,650 |      |
| 38   | Peter Rohner          | Svizzera         | 9,250       | 9,350  | 18,600 |      |
| 38   | Steve Hug             | Stati Uniti      | 9,250       | 9,350  | 18,600 |      |
| 38   | Michel Bouchonnet     | Francia          | 9,200       | 9,400  | 18,600 |      |
| 41   | Václav Kubíčka        | Cecoslovacchia   | 9,150       | 9,400  | 18,550 |      |
| 41   | Béla Herczeg          | Ungheria         | 9,150       | 9,400  | 18,550 |      |
| 41   | Dave Thor             | Stati Uniti      | 9,050       | 9,500  | 18,550 |      |
| 44   | Miloš Vratič          | Jugoslavia       | 9,200       | 9,300  | 18,500 |      |
| 44   | Christian Deuza       | Francia          | 9,200       | 9,300  | 18,500 |      |
| 46   | Helmut Tepasse        | Germania Ovest   | 9,350       | 9,100  | 18,450 |      |
| 46   | Jiří Fejtek           | Cecoslovacchia   | 9,150       | 9,300  | 18,450 |      |
| 46   | Fred Roethlisberger   | Stati Uniti      | 9,100       | 9,350  | 18,450 |      |
| 46   | Bohumil Mudřík        | Cecoslovacchia   | 9,050       | 9,400  | 18,450 |      |
| 46   | Dezső Bordán          | Ungheria         | 9,050       | 9,400  | 18,450 |      |
| 51   | Sylwester Kubica      | Polonia          | 9,400       | 9,000  | 18,400 |      |
| 51   | Andrzej Gonera        | Polonia          | 9,150       | 9,250  | 18,400 |      |
| 51   | Sid Freudenstein      | Stati Uniti      | 8,950       | 9,450  | 18,400 |      |
| 51   | Kanati Allen          | Stati Uniti      | 8,900       | 9,500  | 18,400 |      |
| 55   | Milenko Kersnić       | Jugoslavia       | 9,050       | 9,300  | 18,350 |      |
| 56   | Hermann Höpfner       | Germania Ovest   | 9,200       | 9,100  | 18,300 |      |
| 56   | Stephen Cohen         | Stati Uniti      | 8,900       | 9,400  | 18,300 |      |
| 58   | Heikki Sappinen       | Finlandia        | 8,900       | 9,350  | 18,250 |      |
| 58   | Jerzy Kruża           | Polonia          | 8,900       | 9,350  | 18,250 |      |
| 58   | Aleksander Rokosa     | Polonia          | 8,800       | 9,450  | 18,250 |      |
| 61   | Héctor Ramírez        | Cuba             | 9,150       | 9,050  | 18,200 |      |
| 61   | Heinz Häussler        | Germania Ovest   | 9,050       | 9,150  | 18,200 |      |
| 61   | Arne Thomsen          | Danimarca        | 9,000       | 9,200  | 18,200 |      |
| 61   | István Aranyos        | Ungheria         | 8,900       | 9,300  | 18,200 |      |
| 65   | Stefan Zoev           | Bulgaria         | 9,250       | 8,900  | 18,150 |      |
| 65   | Edwin Greutmann       | Svizzera         | 9,050       | 9,100  | 18,150 |      |
| 65   | Juhani Rahikainen     | Finlandia        | 8,950       | 9,200  | 18,150 |      |
| 68   | Evert Lindgren        | Svezia           | 8,700       | 9,350  | 18,050 |      |
| 68   | Olli Laiho            | Finlandia        | 8,650       | 9,400  | 18,050 |      |
| 70   | Sid Jensen            | Canada           | 8,800       | 9,200  | 18,000 |      |
| 71   | Endre Tihanyi         | Ungheria         | 8,800       | 9,150  | 17,950 |      |
| 71   | Jorge Rodríguez       | Cuba             | 8,750       | 9,200  | 17,950 |      |
| 71   | Larbi Lazhari         | Algeria          | 8,700       | 9,250  | 17,950 |      |
| 74   | Roland Hürzeler       | Svizzera         | 8,400       | 9,450  | 17,850 |      |
| 75   | Paul Müller           | Svizzera         | 9,000       | 8,800  | 17,800 |      |
| 75   | Roger Dion            | Canada           | 8,950       | 8,850  | 17,800 |      |
| 75   | Damir Anić            | Jugoslavia       | 8,800       | 9,000  | 17,800 |      |
| 75   | Rogelio Mendoza       | Messico          | 8,800       | 9,000  | 17,800 |      |
| 75   | Bruno Franceschetti   | Italia           | 8,700       | 9,100  | 17,800 |      |
| 80   | Giovanni Carminucci   | Italia           | 9,300       | 8,450  | 17,750 |      |
| 80   | Pasquale Carminucci   | Italia           | 8,800       | 8,950  | 17,750 |      |
| 80   | Ivan Kondev           | Bulgaria         | 8,750       | 9,000  | 17,750 |      |
| 80   | Michael Booth         | Gran Bretagna    | 8,750       | 9,000  | 17,750 |      |
| 80   | Hannu Rantakari       | Finlandia        | 8,250       | 9,500  | 17,750 |      |
| 85   | Enrique García        | Messico          | 8,650       | 9,050  | 17,700 |      |
| 85   | Sándor Kiss           | Ungheria         | 8,600       | 9,100  | 17,700 |      |
| 85   | Reino Heino           | Finlandia        | 8,400       | 9,300  | 17,700 |      |
| 88   | José Vilchis          | Messico          | 8,850       | 8,800  | 17,650 |      |
| 89   | José González         | Messico          | 8,850       | 8,750  | 17,600 |      |
| 90   | Steve Mitruk          | Canada           | 8,700       | 8,750  | 17,450 |      |
| 90   | Tine Šrot             | Jugoslavia       | 8,400       | 9,050  | 17,450 |      |
| 92   | Gilbert Larose        | Canada           | 8,800       | 8,600  | 17,400 |      |
| 92   | Roberto Pumpido       | Cuba             | 8,650       | 8,750  | 17,400 |      |
| 94   | Finn Johannesson      | Svezia           | 7,950       | 9,400  | 17,350 |      |
| 95   | Armando Valles        | Messico          | 9,300       | 8,000  | 17,300 |      |
| 95   | Hans Peter Nielsen    | Danimarca        | 8,300       | 9,000  | 17,300 |      |
| 97   | Stan Wild             | Gran Bretagna    | 8,500       | 8,750  | 17,250 |      |
| 98   | Lai Chu-Long          | Taiwan           | 8,700       | 8,400  | 17,100 |      |
| 99   | José Filipe Abreu     | Portogallo       | 8,400       | 8,500  | 16,900 |      |
| 100  | Rumen Gabrovski       | Bulgaria         | 9,100       | 7,750  | 16,850 |      |
| 101  | Fernando Valles       | Messico          | 8,350       | 8,400  | 16,750 |      |
| 101  | Luis Ramírez          | Cuba             | 7,800       | 8,950  | 16,750 |      |
| 101  | Miloslav Netušil      | Cecoslovacchia   | 7,500       | 9,250  | 16,750 |      |
| 104  | Octavio Suárez        | Cuba             | 7,500       | 9,200  | 16,700 |      |
| 105  | Bozhidar Ivanov       | Bulgaria         | 7,500       | 9,150  | 16,650 |      |
| 106  | Sergio Luna           | Ecuador          | 8,050       | 8,550  | 16,600 |      |
| 107  | Vincenzo Mori         | Italia           | 8,450       | 8,100  | 16,550 |      |
| 108  | Zagdbazaryn Davaanyam | Mongolia         | 8,500       | 8,000  | 16,500 |      |
| 109  | Barry Brooker         | Canada           | 8,650       | 7,800  | 16,450 |      |
| 110  | Murray Chessell       | Australia        | 8,050       | 8,250  | 16,300 |      |
| 111  | Luis Navarrete        | Cuba             | 8,250       | 7,000  | 15,250 |      |
| 112  | Eduardo Nájera        | Ecuador          | 8,050       | 4,700  | 12,750 |      |
| 113  | Cheng Fu              | Taiwan           | 8,100       | 4,000  | 12,100 |      |
| 114  | Franco Menichelli     | Italia           | 9,600       | 0,000  | 9,600  |      |
| 115  | Pedro Rendón          | Ecuador          | 4,650       | 3,500  | 8,150  |      |

### Finale
| Pos.   | Atleta           | Nazione          | P.Q   | Finale | Totale |
| ------ | ---------------- | ---------------- | ----- | ------ | ------ |
| Oro    | Michail Voronin  | Unione Sovietica | 9,750 | 9,800  | 19,550 |
| Oro    | Akinori Nakayama | Giappone         | 9,750 | 9,800  | 19,550 |
| Bronzo | Eizō Kenmotsu    | Giappone         | 9,675 | 9,700  | 19,375 |
| 4      | Klaus Köste      | Germania Est     | 9,725 | 9,500  | 19,225 |
| 5      | Sergej Diomidov  | Unione Sovietica | 9,650 | 9,500  | 19,150 |
| 6      | Yukio Endō       | Giappone         | 9,625 | 9,400  | 19,025 |
| -      | Sawao Katō       | Giappone         | 0,000 | 0,000  | NP     |